# Grupo parcialmente ordenado
"Grupo ordenado" está redirigido aquí. Para grupos con orden total o lineal, consúltese Grupo ordenado linealmente.
En álgebra abstracta, un grupo parcialmente ordenado es un grupo (G, +) equipado con un orden parcial "≤" que es invariante a las traslaciones; en otras palabras, "≤" tiene la propiedad de que, para todo a, b y g en G, si a ≤ b' ' entonces a + g ≤ b + g y g + a ≤ g + b.
Un elemento x de G se llama positivo si 0 ≤ x. El conjunto de elementos 0 ≤ x a menudo se denota como G+ y se denomina cono positivo de G.
Por la invarianza a las traslaciones, se tiene que a ≤ b si y solo si 0 ≤ -a + b.
Entonces, se puede reducir el orden parcial a una propiedad monádica: a ≤ b si y solo si -a + b ∈ G+.
Para el grupo general G, la existencia de un cono positivo especifica un orden en G. Un grupo G es un grupo parcialmente ordenable si y solo si existe un subconjunto H (que es G+) de G tal que:
- 0 ∈ H
- Si a ∈ H y b ∈ H entonces a + b ∈ H
- Si a ∈ H entonces -x + a + x ∈ H para cada x de G' '
- Si a ∈ H y -a ∈ H entonces a = 0

Un grupo parcialmente ordenado G con cono positivo G+ se dice no perforado si n · g ∈ G+ para algunos El entero positivo n implica g ∈ G+. Al no estar perforado significa que no hay "espacio" en el cono positivo G+.
Si el orden en el grupo es orden total, entonces se dice que es grupo ordenable.
Si el orden del grupo es retículo (matemáticas), es decir, dos elementos cualesquiera tienen un límite superior mínimo, entonces es un grupo ordenado en celosía (en breve grupo-l, aunque normalmente está compuesto con a script l: ℓ-grupo).
Un grupo de Riesz es un grupo parcialmente ordenado no perforado con una propiedad ligeramente más débil que ser un grupo ordenado en retículo. Es decir, un grupo de Riesz satisface la propiedad de interpolación de Riesz: si x1, x2, y1, y2 son elementos de G, y xi ≤ yj, entonces existe z ∈ G tal que xi ≤ z ≤ yj.
Si G y H son dos grupos parcialmente ordenados, una aplicación de G a H es un morfismo de grupos parcialmente ordenados si es a la vez un homomorfismo de grupos y una función monótona. Los grupos parcialmente ordenados, junto con esta noción de morfismo, forman una categoría.
Los grupos parcialmente ordenados se utilizan en la definición de valoración de cuerpos.

## Ejemplos
- Los números enteros con su orden habitual
- Un espacio vectorial ordenado es un grupo parcialmente ordenado
- Un espacio de Riesz es un grupo ordenado en retículo
- Un ejemplo típico de un grupo parcialmente ordenado es Zn, donde la operación del grupo es una suma por componentes, y se escribe (a1,...,an) ≤ (b1,...,bn) si y solo si ai ≤ bi (en el orden habitual de los números enteros) para todo i = 1 ,..., n.
- De manera más general, si G es un grupo parcialmente ordenado y X es algún conjunto, entonces el conjunto de todas las funciones desde X hasta G es nuevamente un grupo parcialmente ordenado: todas las operaciones se realizan por componentes. Además, cada subgrupo de G es un grupo parcialmente ordenado: hereda el orden de G.
- Si A es una C* álgebra aproximadamente de dimensión finita, o más generalmente, si A es una C* álgebra unitaria estable y finita, entonces K0(A) es un grupo abeliano parcialmente ordenado. (Elliot, 1976)

## Propiedades

### De Arquímedes
La propiedad de Arquímedes de los números reales se puede generalizar a grupos parcialmente ordenados.
Propiedad: Un grupo {\displaystyle G} parcialmente ordenado se llama de Arquímedes cuando para cualquier {\displaystyle a,b\in G}, si {\displaystyle e\leq a\leq b} y {\displaystyle a^{n}\leq b} para todos los {\displaystyle n\geq 1}, entonces {\displaystyle a=e}. De manera equivalente, cuando {\displaystyle a\neq e}, entonces para cualquier {\displaystyle b\in G}, hay algún {\displaystyle n\in \mathbb {Z} } tal que {\displaystyle b<a^{n}}.

### Integralmente cerrado
Un grupo parcialmente ordenado G se llama integralmente cerrado si para todos los elementos a y b de G, si an ≤ ' 'b para todos los n naturales, entonces a ≤ 1.
Esta propiedad es algo más fuerte que el hecho de que un grupo parcialmente ordenado sea arquimediano, aunque para un grupo ordenado en retículo ser integralmente cerrado y ser de Arquímedes es equivalente.
Existe el teorema de que todo grupo dirigido integralmente cerrado ya es abeliano. Esto tiene que ver con el hecho de que un grupo dirigido es integrable en un grupo ordenado en retículo completo si y solo si está integralmente cerrado.